# Градоначальники Красноярска
Градоначальники (Городские Головы) Красноярска в хронологическом порядке

## Воеводы Красноярского острога
- Дубенский, Андрей Ануфриевич — 1628 год. Сам Дубенский называл себя не воеводой, а городчиком.
- Акинфиев, Архип Фёдорович — 31 января 1629 года – 1631 год
- Карамышев, Никита Иванович — 11 октября 1632 год – 1633 год
- Мякинин, Фёдор Михайлович — 21 января 1635 года —
- Баскаков, Алферий Петрович — 24 декабря 1638 год – 1639 год
- Протасьев, Петр Ануфриевич (Данилович) — 1643 год – 25 августа 1647 года
- Дурново, Михаил Федотович (Федорович) — 1649 год —  август 1649 года
- Бунаков, Андрей Андреевич — 1650 год — 1652 год
- Скрябин, Михаил Фёдорович — 21 октября 1652 года – 21 июня 1653 года
- Мотовилов, Данило Харитонович — 1656 год–  октября 1659 года
- Веригин, Андрей Васильевич —  1659 год – 1662 год
- Никитин, Герасим Петрович — 11 декабря 1663 года – 7 октября 1666 года
- Сумароков, Алексей Иванович — 5 марта 1667 года – 21 июля 1675 года
- Загряжский, Данило Григорьевич — 1676 год – 31 января 1680 года
- Корсаков, Дмитрий Степанович — 31 января 1680 года – 29 июня 1683 года
- Шишков, Григорий Иванович — 1683 год – 1686 год
- Башковский, Игнатий Васильевич — 1686 год —
- Поскочин, Лев Миронович — 1686 год-
- Башковский, Алексей Игнатьевич — 1693 год- 1695 год
- Дурново, Семён Иванович — 1695 год -
- Мусин-Пушкин, Пётр Саввич — 1700 год

...
- Пелымский, Иван Яковлевич[1] — 1758 год — 1784 год.

## Городские головы

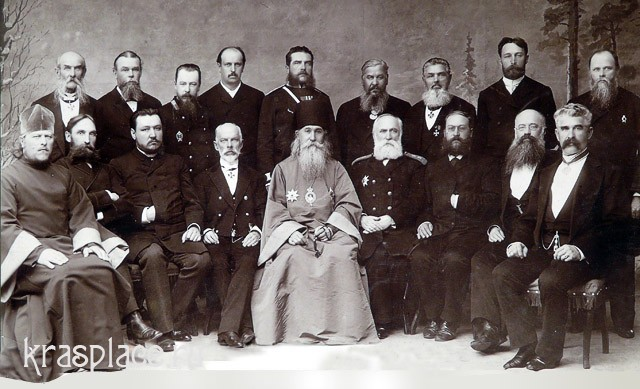
Красноярский губернский комитет Попечительного о тюрьмах общества, 1892 год. Е. А. Щепеткин стоит четвёртый справа

- Песегов, Василий Никифорович (1767—1773)[2]
- Жижин, Василий Андреевич (1774—1781)[2]
- Нашивошников, Фёдор Иванович (1782—1783)[2]
- Сытин, Василий Леонтьевич (1783—1785)[2]
- Худоногов, Семён Иванович (1798—1799)[2]
- Худоногов, Николай Иванович (1798)[2]
- Пороховщиков, Евграф Петрович (1799—1801)[2]
- Пороховщиков, Евграф Петрович (1814—1815)[2]
- Тюрепин, Иван Михайлович (1817—1819)[2]
- Терский, Андреян Прокопьевич (1820—1822)[2]
- Гаврилов, Иван Тихонович (1823—1825)[2]
- Кузнецов, Степан Яковлевич (1826—1828)[2]
- Коростелёв, Михаил Иванович (1829—1831)[2]
- Власьевский, Василий Никифорович (1832—1834)[2]
- Кузнецов, Иван Кириллович (1835—1837)[2]
- Ларионов, Иван Петрович (1838—1840)
- Кузнецов, Степан Яковлевич (1838—1841)[2]
- Кузнецов, Иван Кириллович (1844—1847)[2]
- Белов, Савелий Фёдорович (1847—1849)[2]
- Токарев, Николай Петрович (1850—1852)[2]
- Кузнецов, Пётр Иванович (1853—1855)[2]
- Шипилин, Павел Петрович (1856—1858)[2]
- Щёголев, Сидор Григорьевич (1859—1861)[2]
- Кузнецов, Пётр Иванович (1862—1864)[2]
- Щёголев, Дмитрий Сидорович (1865—1867)[2]
- Прейн, Павел Маркович (1868—1870)[2]
- Кузнецов, Пётр Иванович (1871—1875)[2]
- Прейн, Павел Маркович (1875—1879, 1879—1882)[2]
- Токарев, Иван Иванович (1882—1884)[2]
- Щепеткин, Егор Андреевич (1885—1886)[2]
- Переплётчиков, Николай Кириллович (1887—1891)[2]
- Матвеев, Иннокентий Алексеевич (1891—1893)[2]
- Прейн, Павел Маркович (1894—1897)[2]
- Шепетковский, Николай Александрович (1898—1901, 1902—1905)[2]
- Гудков, Павел Козьмич (1906—1908)[2]
- Смирнов, Павел Степанович (1910—1914)[2]
- Потылицын, Степан Иванович (1914—1916)[2]

## Председатели Крассовета
- Дубровинский, Яков Фёдорович (1917—1918)[2]
- Музыкин, Алексей Платонович (1918—1920)[2]
- Староверов, Василий Иванович (1919—1920)[2]
- Голиков, Петр Клавдиевич (1921—1922)[2]
- Гольдич, Лев Ефимович (1922)[2]
- Ерофеев, Пётр Гаврилович (1923)[2]
- Баженов, Гавриил Яковлевич (1924)[2]
- Дзюбенко, Трофим Прохорович (1924—1925)[2]
- Кузнецов (1926)[2]
- Персиков, Павел Иванович (1927—1929)[2]
- Соколов, Макар Павлович (1929—1930)[2]
- Леушкин, Иван Дмитриевич (1930)[2]
- Шелестов, Кузьма Филиппович (1930—1932)[2]
- Захаров, Михаил Парменович (1932)[2]
- Карпухин, Николай Фёдорович (1933)[2]
- Носов, Николай Фёдорович (1933—1935)[2]
- Болховитин, Филипп Иванович (1935—1936)[2]
- Кочуков, Емельян Никифорович (1937)[2]
- Башкардин, Илья Семёнович (1937)[2]

## Председатели исполкома городского совета (горисполкома)
- Митрофанов, Григорий Иустинович (1938—1939)[2]
- Котляренко, Виктор Прокопьевич (1939—1943)[2]
- Бестужев, Иосиф Алексеевич (1943—1944)[2]
- Шашелев, Иван Фёдорович (1944—1947)[2]
- Громов, Пётр Николаевич (1947—1950)[2]
- Черёмушкин, Матвей Алексеевич (1950—1955)[2]
- Механников, Илья Иванович (1955—1960)[2]
- Сафронов, Пётр Георгиевич (1960—1963)[2]
- Курешов, Алексей Семёнович (1963—1971)[2]
- Сизов, Леонид Георгиевич (1971—1972)[2]
- Морев, Анатолий Ильич (1972—1979)[2]
- Глотов, Валерий Леонидович (1979—1983)[2]
- Лобачёв, Евгений Семёнович (1983—1988)[2]
- Брюханов, Василий Викторович (1988—1989)[2]
- Кузнецов, Владимир Степанович (1989—1991)[2]

## Первые секретари Красноярского горкома ВКП(б)/КПСС
- Кулаков, Павел Христофорович (1938—1940)
- Аристов, Аверкий Борисович (1944—1950)
- Кокарев, Александр Акимович (1950—1954)
- Исаев, Анатолий Иванович (1961—1962)
- Колин, Павел Степанович (1965—1970)
- Капелько, Владимир Прохорович (1973—1988)
- Юрчик, Владислав Григорьевич (1988—1990[3])

## Глава администрации города Красноярска
- Поздняков, Валерий Александрович (1991—1996)[2]

## Главы города
- Пимашков, Пётр Иванович  (1996 — 2011)[2]
- Акбулатов, Эдхам Шукриевич (2012 — 2017)[2]
- Ерёмин, Сергей Васильевич (2017 — 2022)
- Логинов, Владислав Анатольевич (с 16.09.2022 по 11.06.2025 (де-факто); де-юре ещё в должности)
  - Шувалов, Алексей Борисович (с 11.06.2025, и.о.)[4]